# Tomaž Plahutnik
Tomaž Plahutnik, slovenski citrar, glasbeni pedagog in aranžer, * 29. december 1965.
Citre se je učil pri Stanetu Modecu v Domžalah, izobraževal pa se je še na SGBŠ Ljubljana in na akademiji za glasbo v Ljubljani. Bil je član Kamniških kolednikov in Ansambla Slovenija, od leta 2000 pa je tudi član Slovenskega citrarskega kvarteta. Deluje kot citrarski spremljevalec slovenskim pevcem (Marko Kobal, Janez Majcenovič, Matjaž Robavs, Nina Kompare Volasko, Markos Fink, Joži Kališnik ...). Izdal je samostojno zgoščenko ter več notnih zbirk priredb slovenskih ljudskih in ponarodelih pesmi ter popularnih skladb za citre.